# أندي كوكي
أندي كوكي (بالإنجليزية: Andy Cooke)‏ (20 يناير 1974 في المملكة المتحدة - ) هو لاعب كرة قدم بريطاني في مركز الهجوم. لعب مع برادفورد سيتي وستوك سيتي وشروزبري تاون ونادي بوسان أي بارك ونادي بيرنلي ونادي نيوتاون وMarket Drayton Town F.C. ‏ ودارلينجتون إف سى.

## وصلات خارجية
- أندي كوكي على موقع دوري كوريا الجنوبية (الإنجليزية)
- أندي كوكي على موقع قاعدة بيانات كرة القدم.إي يو (الإنجليزية)
- أندي كوكي على موقع Soccerbase.com (لاعب) (الإنجليزية)